# Лю Жуй
Лю Жуй (кит. упр. 刘锐, пиньинь Liú Ruì; род. 13 марта 1982, Харбин) — китайский кёрлингист и тренер по кёрлингу.
В составе мужской сборной Китая участник зимних Олимпийских игр 2010 (заняли восьмое место) и 2014 (заняли четвёртое место); участник семи чемпионатов мира (лучший результат — четвёртое место в 2008), участник десяти Тихоокеанско-азиатских чемпионатов (чемпионы в 2007, 2008, 2009), участник двух зимних Азиатских игр (бронзовые призёры в 2007), бронзовый призёр зимней Универсиады 2009.
Играл в основном на позициях четвёртого и третьего. Несколько сезонов был скипом команды.

## Достижения
- Тихоокеанско-азиатский чемпионат по кёрлингу: золото (2007, 2008, 2009), бронза (2006).
- Зимние Азиатские игры: бронза (2007).
- Зимняя Универсиада: бронза (2009).

## Команды
| Сезон   | Четвёртый     | Третий      | Второй                             | Первый      | Запасной                              | Тренер                                  | Турниры                                           |
| ------- | ------------- | ----------- | ---------------------------------- | ----------- | ------------------------------------- | --------------------------------------- | ------------------------------------------------- |
| 2002—03 | Сюй Сяомин    | Ван Фэнчунь | Zhu Yu                             | Лю Жуй      | Ma Yongjun                            | Чжан Вэй, Тань Вэйдун                   | ТАЧ 2002 (5 место)                                |
| 2005—06 | Сюй Сяомин    | Ли Хунчэнь  | Ван Фэнчунь                        | Лю Жуй      | Ma Yongjun                            | Чжан Вэй                                | ТАЧ 2005 (4 место)                                |
| 2006—07 | Wang Binjiang | Ван Фэнчунь | Сюй Сяомин                         | Лю Жуй      | Цзан Цзялян                           | Чжан Вэй, Randy Perry                   | ТАЧ 2006                                          |
| 2006—07 | Wang Binjiang | Ван Фэнчунь | Лю Жуй                             | Сюй Сяомин  | Цзан Цзялян                           | Randy Perry, Тань Вэйдун                | ЗАИ 2007                                          |
| 2007—08 | Ван Фэнчунь   | Сюй Сяомин  | Лю Жуй                             | Чжан Чжипэн | Цзан Цзялян                           | Чжан Вэй, Даниэль Рафаэль               | ТАЧ 2007                                          |
| 2007—08 | Ван Фэнчунь   | Лю Жуй      | Сюй Сяомин                         | Цзан Цзялян | Ли Дунъянь                            | Даниэль Рафаэль                         | ЧМ 2008 (4 место)                                 |
| 2008—09 | Ван Фэнчунь   | Лю Жуй      | Сюй Сяомин                         | Цзан Цзялян | Чэнь Луань                            | Чжан Вэй (ТАЧ, ЗУ), Даниэль Рафаэль     | ТАЧ 2008 · ЗУ 2009 · ЧМ 2009 (9 место)            |
| 2009—10 | Ван Фэнчунь   | Лю Жуй      | Сюй Сяомин                         | Ли Хунчэнь  | Цзан Цзялян                           | Чжан Вэй, Даниэль Рафаэль               | ТАЧ 2009                                          |
| 2009—10 | Лю Жуй        | Сюй Сяомин  | Ван Фэнчунь                        | Цзан Цзялян | Ба Дэсинь                             | Чжан Вэй                                | ЧМ 2010 (11 место)                                |
| 2009—10 | Лю Жуй        | Ван Фэнчунь | Сюй Сяомин                         | Ли Хунчэнь  | Цзан Цзялян                           | Чжан Вэй                                | ЗОИ 2010 (8 место)                                |
| 2010—11 | Сюй Сяомин    | Цзан Цзялян | Чжан Чжипэн                        | Ба Дэсинь   | Лю Жуй                                | Даниэль Рафаэль, Чжан Вэй               |                                                   |
| 2011—12 | Лю Жуй        | Сюй Сяомин  | Ба Дэсинь                          | Чэнь Луань  | Цзан Цзялян                           | Lorne Hamblin                           | ТАЧ 2011                                          |
| 2011—12 | Лю Жуй        | Сюй Сяомин  | Ба Дэсинь                          | Цзан Цзялян | Чэнь Луань                            | Ли Хунчэнь                              | ЧМ 2012 (6 место)                                 |
| 2012—13 | Лю Жуй        | Сюй Сяомин  | Цзан Цзялян                        | Ба Дэсинь   | Цзоу Дэцзя                            | Lorne Hamblin, Ли Хунчэнь               | ТАЧ 2012                                          |
| 2012—13 | Лю Жуй        | Сюй Сяомин  | Ба Дэсинь                          | Цзан Цзялян | Цзоу Дэцзя                            | Ли Хунчэнь                              | ЧМ 2013 (6 место)                                 |
| 2013—14 | Лю Жуй        | Сюй Сяомин  | Ба Дэсинь                          | Цзан Цзялян | Цзоу Дэцзя                            | Ли Хунчэнь (ТАЧ, ЗОИ), Марсель Рок (ЧМ) | ТАЧ 2013 · ЗОИ 2014 (4 место) · ЧМ 2014 (6 место) |
| 2016—17 | Лю Жуй        | Сюй Сяомин  | Цзоу Цян (ТАЧ) Ба Дэсинь (ЗАИ, ЧМ) | Цзан Цзялян | Zhang Tianyu (ТАЧ) Цзоу Цян (ЗАИ, ЧМ) | Марсель Рок                             | ТАЧ 2016 · ЗАИ 2017 · ЧМ 2017 (5 место)           |
| 2017—18 | Лю Жуй        | Сюй Сяомин  | Цзян Дунсюй                        | Цзан Цзялян |                                       |                                         |                                                   |

(скипы выделены полужирным шрифтом)

## Результаты как тренера национальных сборных
| Год  | Турнир                                        | Сборная         | Место |
| ---- | --------------------------------------------- | --------------- | ----- |
| 2023 | Панконтинентальный чемпионат по кёрлингу 2023 | Китай (мужская) | 9     |